# Onkelz wie wir …
Onkelz wie wir…는 독일 하드록 밴드 뵈제 옹켈츠의 정규4 집이다. 1987년에 ‘’Metal Enterprises’’에서 발매되었고, 가사적인 측면에서 스킨헤드신에 완전히 등을 돌리게 된다. 판매고는 약 1만 5천장이다.

## 제작배경
옹켈츠는 록-오-라마 레이블과의 계약이 만료된 후 새로운 레이블을 물색하고 있었다. 얼마 지나지 않아 MTV Studio Frankfurt에서 녹음작업 중에 알게 된 잉고 노보트니(Ingo Nowotny)의 Metal Enterprises와 계약하게 된다.
그러나 잉고가 밴드를 자신의 생각대로 바꾸려고 했기 때문에 Metal Enterprises와의 계약이 만료된 후 슈테판 바이드너와 잉고 노보트니 사이에 의견차가 생기기도 했다.

## 재녹음
2007년 11월 2일에 재녹음반이 발매되었가. 원곡에 대한 저작권이 옹켈츠가 아닌 Metal Enterprises에게 있었기 때문에, 밴드는 수록곡 전 곡을 새로 녹음하여 새로운 커버로 재발매했다.

## 수록곡
| #  | 곡목              | 러닝타임 |
| -- | ----------------- | -------- |
| 1  | Onkelz wie wir    | 4:09     |
| 2  | Von Glas zu Glas  | 2:25     |
| 3  | Erinnerungen      | 4:23     |
| 4  | Bomberpilot       | 3:17     |
| 5  | Dick + Durstig    | 2:12     |
| 6  | Falsche Propheten | 3:59     |
| 7  | Am Morgen danach  | 3:42     |
| 8  | Schöner Tag       | 3:17     |
| 9  | Heut Nacht        | 3:01     |
| 10 | !                 | 1:46     |

## 수록곡에 대한 설명
Erinnerungen
이 곡은 반드의 마지막 콘서트(고별투어 La Ultima 2004와 고별콘서트 Vaya con Tioz)까지 모든 콘서트에서 연주한 인기곡이다.
이 곡은 'Erinnerung'또는 'Erinnerungen'으로 번갈아 불리기도 한다.
Bomberpilot
이 곡은 밴드에 따르면 전쟁의 광기를 묘사한 반전에 대한 곡이라고 한다. 그러나 호전적인 가사 때문에 종종 전쟁을 찬양하는 곡으로 해석되기도 했다.
밴드는 후에 이 곡으로 의식적으로 도발하려 했다고 밝혔다.
Falsche Propheten
이 곡은 유일하게 믿을 사람은 자기자신밖에 없다는 내용을 다루고 있다.
! (Speed)
이 곡은 옹켈츠 최초의 연주곡이다. 공식사이트에서는 'Speed'로 앨범커버에는 '!'로 기입되어 있다.
또한 이 곡은 스래쉬 메탈과 파워메탈성향을 띠고 있다.